# Liste der denkmalgeschützten Objekte in Kirchberg am Wagram
Die Liste der denkmalgeschützten Objekte in Kirchberg am Wagram enthält die 38 denkmalgeschützten, unbeweglichen Objekte der Gemeinde Kirchberg am Wagram.

## Denkmäler
| Foto |                 | Denkmal                                                                                          | Standort                                                       | Beschreibung | Metadaten |
| ---- | --------------- | ------------------------------------------------------------------------------------------------ | -------------------------------------------------------------- | --- | --- |
| ja   | Datei hochladen | Figur hl. Johannes Nepomuk HERIS-ID: 27033 Objekt-ID: 23545                                      | vor der Kirche Standort KG: Altenwörth                         | Am Kirchenplatz von Altenwörth steht unter einem Blechdach eine laut Erzdiözese Wien und Dehio im Jahr 1715 errichtete Sandsteinfigur des Heiligen Johannes Nepomuk. Gemäß anderen Angaben wird die Statue auf 1818 datiert. | BDA-Hist.: Q37907006 Status: § 2a Stand der BDA-Liste: 2025-06-30 Name: Figur hl. Johannes Nepomuk GstNr.: 148/5                                                             |
| ja   | Datei hochladen | Kath. Pfarrkirche hl. Andreas HERIS-ID: 27034 Objekt-ID: 23546                                   | gegenüber Hauptstraße 9 Standort KG: Altenwörth                | Die Pfarrkirche hl. Andreas an der Hauptstraße von Altenwörth ist ein schlichter josephinischer Saalbau mit abgeschrägtem Chor und anschließendem Turm. Das Langhaus, durch Lisenen gegliedert, hat südlich einen geschweiften Blendgiebel und eine monumentale Vorhalle von 1860 mit Rundbogenportal, Giebel und Rundfenster. Der Nordturm mit Ecklisenen, rechteckigen Schallfenstern und Pyramidenhelm wurde 1980 restauriert. Das Innere des Langhauses mit leicht eingezogenem, etwas erhöhtem Chor ist flach gedeckt und lisenengegliedert. Nordwestlich des Chors liegt die Sakristei und der Aufgang zum Turm. Zur historistischen Einrichtung zählen ein Hochaltarbild von Franz Josef Dobiaschofsky, eine Orgel von Carl Hesse, Figuren Herz Jesu und Herz Mariens und Kreuzwegreliefs von Ferdinand Stuflesser. Die Glocken wurden 1791 gegossen. | BDA-Hist.: Q23929005 Status: § 2a Stand der BDA-Liste: 2025-06-30 Name: Kath. Pfarrkirche hl. Andreas GstNr.: 19 Pfarrkirche Altenwörth                                      |
| ja   | Datei hochladen | Ortskapelle HERIS-ID: 27023 Objekt-ID: 23535                                                     | gegenüber Im Ursprung 13 Standort KG: Dörfl                    | Die Ortskapelle an der Hauptstraße von Dörfl ist ein innen platzlgewölbter, schlichter, späthistoristischer Bau aus der Zeit um 1900 mit Satteldach, Halbsäulenportikus und Glockengerüst. Das Altarbild der Heiligen Maria und Antonius stammt aus der Bauzeit. | BDA-Hist.: Q37906923 Status: § 2a Stand der BDA-Liste: 2025-06-30 Name: Ortskapelle GstNr.: 31                                                                               |
| ja   | Datei hochladen | Flur-/Wegkapelle HERIS-ID: 57463 Objekt-ID: 67550                                                | Am Berg 11 Standort KG: Engelmannsbrunn                        | Am östlichen Ortsausgang befindet sich eine Wegkapelle aus der zweiten Hälfte des 19. Jahrhunderts. | BDA-Hist.: Q38076668 Status: § 57-Mandatsbescheid Stand der BDA-Liste: 2025-06-30 Name: Flur-/Wegkapelle GstNr.: 2323                                                        |
| ja   | Datei hochladen | Ortskapelle, hl. Josef HERIS-ID: 27013 Objekt-ID: 23524                                          | neben Kapellenberg 33 Standort KG: Engelmannsbrunn             | Die dem Heiligen Josef geweihte Ortskapelle am Rande des Angers von Engelmannsbrunn ist ein schlichter, innen flach gedeckter Bau mit eingezogener Rundapsis, Dachreiter und Pyramidenhelm von 1880. Sie wurde 1949 restauriert. Ihr frühbarockes Knorpelwerkaltärchen wurde um 1680 angefertigt und besitzt ein Altarblatt Sankt Josef aus der gleichen Zeit. Zur Einrichtung zählen Figuren der Heiligen Rochus und Sebastian sowie ein Kruzifix vom Ende des 19. Jahrhunderts und eine Pietà aus der zweiten Hälfte des 19. Jahrhunderts. | BDA-Hist.: Q37906796 Status: § 2a Stand der BDA-Liste: 2025-06-30 Name: Ortskapelle, hl. Josef GstNr.: .36                                                                   |
| ja   | Datei hochladen | Pestkreuz HERIS-ID: 26961 Objekt-ID: 23468                                                       | neben Hofgartengasse 6 Standort KG: Gigging                    | Das Pestkreuz von Gigging – ein gedrungener, achtseitiger Pfeiler mit Quaderaufsatz und Flachbogennische – wurde 1679 urkundlich erwähnt. | BDA-Hist.: Q37906237 Status: § 2a Stand der BDA-Liste: 2025-06-30 Name: Pestkreuz GstNr.: 82                                                                                 |
| ja   | Datei hochladen | Bildstock HERIS-ID: 26943 Objekt-ID: 23450                                                       | gegenüber Georg-Ruck-Straße 1 Standort KG: Kirchberg am Wagram | Der Rugstein, auch Soldatenkreuz genannt, ist ein abgefaster Pfeiler mit aufgesetztem Tabernakel. Er trägt die Aufschrift Georg Rug des Rats Bürger und Sattler allhiera – 1635 | BDA-Hist.: Q37906085 Status: § 2a Stand der BDA-Liste: 2025-06-30 Name: Bildstock GstNr.: 133/20                                                                             |
| ja   | Datei hochladen | Pfarrhof HERIS-ID: 26942 Objekt-ID: 23449                                                        | Kirchenplatz 2 Standort KG: Kirchberg am Wagram                | Der Pfarrhof von Kirchberg am Wagram ist ein zweigeschoßiger Bau aus der ersten Hälfte des 18. Jahrhunderts. Er liegt gegenüber der Kirche. | BDA-Hist.: Q37906054 Status: § 2a Stand der BDA-Liste: 2025-06-30 Name: Pfarrhof GstNr.: .32/1 Pfarrhof Kirchberg am Wagram                                                  |
| ja   | Datei hochladen | Pietà HERIS-ID: 27000 Objekt-ID: 23509                                                           | gegenüber Kirchenplatz 2 Standort KG: Kirchberg am Wagram      | Die Säule am Kirchplatz, mit gewundenem Wolkenband und Pietà-Gruppe, wurde Ende des 17./Anfang des 18. Jahrhunderts errichtet. | BDA-Hist.: Q37906654 Status: § 2a Stand der BDA-Liste: 2025-06-30 Name: Pietà GstNr.: 148/9 Pietà Kirchberg am Wagram                                                        |
| ja   | Datei hochladen | Kath. Pfarrkirche hl. Stephan HERIS-ID: 26938 Objekt-ID: 23445                                   | bei Kirchenplatz 3 Standort KG: Kirchberg am Wagram            | Die Pfarrkirche von Kirchberg am Wagram ist ein gotischer Staffelbau aus der zweiten Hälfte des 14. Jahrhunderts, der im 18. Jahrhundert umfassend barockisiert und in den Jahren 1959/60 restauriert wurde. Sie erhebt sich weithin sichtbar auf einer natürlichen Befestigung, dem sogenannten Kirchberg, südöstlich des Marktplatzes. | BDA-Hist.: Q1687090 Status: § 2a Stand der BDA-Liste: 2025-06-30 Name: Kath. Pfarrkirche hl. Stephan GstNr.: .34 Pfarrkirche Kirchberg am Wagram                             |
| ja   | Datei hochladen | Kapelle hl. Paul HERIS-ID: 27011 Objekt-ID: 23522                                                | Kremser Straße 46 Standort KG: Kirchberg am Wagram             | Die ehemalige Bürgerspitalskapelle Sankt Paul mit der Stifterinschrift Paul Zherniz 1687 ist ein nördlich orientierter, schlichter Bau mit eingezogener Rundapsis. Über der in den Fassadenspiegel des ehemaligen Spitalsgebäudes integrierten Südfront erhebt sich ein abgeflachter Giebel mit aufgesetztem Dachreiter und Pyramidenhelm. Oberhalb des Rechteckportals mit profilierter Steinlaibung liegt ein abgesetztes Korbbogenfenster. Das Giebelfeld und die Langhausseiten sind von Lünettenfenstern durchbrochen. Innen befindet sich ein zweijochiges Platzlgewölbe zwischen Gurten, und eine Apsiskonche mit flachbogigem Triumphbogen. | BDA-Hist.: Q37906777 Status: § 2a Stand der BDA-Liste: 2025-06-30 Name: Kapelle hl. Paul GstNr.: 41/2 Saint Paul Chapel (Kirchberg am Wagram)                                |
| ja   | Datei hochladen | Wohnhaus, ehem. Bürgerspital HERIS-ID: 27009 Objekt-ID: 23520                                    | Kremser Straße 46 Standort KG: Kirchberg am Wagram             | Das achtachsige, faschengegliederte, ehemalige Bürgerspital verfügt über flachbogige Fensterparapeten. Im Obergeschoß befinden sich spätbarocke Stuckspiegel. | BDA-Hist.: Q37906757 Status: Bescheid Stand der BDA-Liste: 2025-06-30 Name: Wohnhaus, ehem. Bürgerspital GstNr.: 41/2 Bürgerspital Kirchberg am Wagram                       |
| ja   | Datei hochladen | Kriegerdenkmal HERIS-ID: 27004 Objekt-ID: 23513                                                  | gegenüber Marktplatz 2 Standort KG: Kirchberg am Wagram        | Das nach Entwürfen von Alois Schiel errichtete Kriegerdenkmal am Marktplatz wurde 1921 eingeweiht. Die etwa fünf Meter hohe vierseitige Pyramide aus Neudegger Konglomerat-Blöcken hat an ihrer Basis eine grottenartige Nische, die eine Karstkaverne darstellen soll. Zur Grotte führen vier Stufen. Links und rechts sind Gedenktafeln mit den Namen gefallener Soldaten angebracht. Über dem Eingang ist ein abgeschossener Adler zwischen zwei auseinander weisenden Geschützen zu sehen. Im Inneren der Nische befindet sich ein schmiedeeisernes Kreuz mit einem Betschemel. | BDA-Hist.: Q37906691 Status: § 2a Stand der BDA-Liste: 2025-06-30 Name: Kriegerdenkmal GstNr.: 148/12 Kriegerdenkmal in Kirchberg am Wagram                                  |
| ja   | Datei hochladen | Rathaus, ehem. G. Bauer's Gasthaus HERIS-ID: 26941 Objekt-ID: 23448                              | Marktplatz 5 Standort KG: Kirchberg am Wagram                  | Das Rathaus von Kirchberg ist ein zweigeschoßiger Bau mit vierachsigem Mittelrisalit und Putzbandgliederung. Es wurde in der zweiten Hälfte des 19. Jahrhunderts errichtet und 1986 restauriert. | BDA-Hist.: Q37906036 Status: Bescheid Stand der BDA-Liste: 2025-06-30 Name: Rathaus, ehem. G. Bauer's Gasthaus GstNr.: .50 Rathaus Kirchberg am Wagram                       |
| ja   | Datei hochladen | Rechtsdenkmal Marktmanderl HERIS-ID: 27003 Objekt-ID: 23512                                      | bei Marktplatz 6 Standort KG: Kirchberg am Wagram              | Am Marktplatz von Kirchberg erhebt sich ein 4 Meter hoher, quadratischer Pfeiler, der eine 1,4 Meter hohe Rolandsfigur mit Helm, lockigem Haar und bärtigem Gesicht trägt. Die Statue hält in ihrer rechten Hand einen Hammer, während sie sich mit der linken Hand auf ein Marktwappen stützt, das mit KAPW und 1636 bezeichnet ist. | BDA-Hist.: Q37906671 Status: § 2a Stand der BDA-Liste: 2025-06-30 Name: Rechtsdenkmal Marktmanderl GstNr.: 148/13                                                            |
| ja   | Datei hochladen | Wohnhaus, ehem. Gasthaus Zum Goldenen Adler HERIS-ID: 34168 Objekt-ID: 32150                     | Marktplatz 18 Standort KG: Kirchberg am Wagram                 | Das Wohnhaus Marktplatz 18 ist ein zweigeschoßiger Bau mit Walmdach und Ortsteinquaderung. Sein Korbbogenportal hat Prellsteine und ein Wappen der Familie Beer, bezeichnet mit J. B. C. 1691. Innen befinden sich bemerkenswerte Stuckdecken aus der Bauzeit, ein Lebensbaum mit Bären und ein Stuckmedaillon mit Pelikan. Zu den weiteren Merkmalen zählen eine von Akanthusdekor umgebene Heiliggeisttaube sowie ein Stuckspiegel mit Pelikan und Madonna. | BDA-Hist.: Q37956695 Status: Bescheid Stand der BDA-Liste: 2025-06-30 Name: Wohnhaus, ehem. Gasthaus Zum Goldenen Adler GstNr.: .65                                          |
| ja   | Datei hochladen | Pest-/Dreifaltigkeitssäule HERIS-ID: 27007 Objekt-ID: 23518                                      | vor Marktplatz 26 Standort KG: Kirchberg am Wagram             | 1780 wurde am Marktplatz von Kirchberg eine Pestsäule im frühklassizistischen Stil errichtet. Ein hoher, dreiseitiger Sockel trägt einen Obelisken mit Volutenkapitell, der von Figuren der Heiligen Sebastian, Rosalia, Florian und Donatus umgeben ist und von einer Dreifaltigkeitsgruppe bekrönt wird. Das Denkmal ist von einer achtseitigen Steinbalustrade mit aufgesetzten Vasen im Zopfstil umgeben. Es wurde 1870 renoviert und 1962 restauriert. | BDA-Hist.: Q37906718 Status: § 2a Stand der BDA-Liste: 2025-06-30 Name: Pest-/Dreifaltigkeitssäule GstNr.: 148/1 Holy Trinity column, Kirchberg am Wagram                    |
| ja   | Datei hochladen | Ehem. Gefangenenhaus HERIS-ID: 27005 Objekt-ID: 23514                                            | Marktplatz 27 Standort KG: Kirchberg am Wagram                 | Der monumentale, dreigeschoßige, neoklassizistische Bau am Marktplatz 27 wurde 1912/13 von Franz Österreicher errichtet. | BDA-Hist.: Q29624798 Status: Bescheid Stand der BDA-Liste: 2025-06-30 Name: Ehem. Gefangenenhaus GstNr.: .20 Marktplatz 27 (Kirchberg am Wagram)                             |
| ja   | Datei hochladen | Museum/Ausstellungsbau, Altes Rathaus HERIS-ID: 26940 Objekt-ID: 23447                           | Marktplatz 30 Standort KG: Kirchberg am Wagram                 | Das ehemalige Rathaus von Kirchberg, das heute als Museum genutzt wird, ist ein zweigeschoßiger Bau aus dem 17. Jahrhundert mit einem Speichergeschoß aus der ersten Hälfte des 18. Jahrhunderts. Oberhalb der Fenster mit profilierten Steingewänden und Verdachungen befinden sich ovale Luken. Am Außenbau ist ein Mauerwappen angebracht. Der Innenraum ist durch Kreuzgewölbe mit Putzgraten gedeckt. | BDA-Hist.: Q37906020 Status: § 2a Stand der BDA-Liste: 2025-06-30 Name: Museum/Ausstellungsbau, Altes Rathaus GstNr.: .24                                                    |
| ja   | Datei hochladen | Presshaus und Winzerkeller HERIS-ID: 28369 Objekt-ID: 24937                                      | Roßplatz 1 Standort KG: Kirchberg am Wagram                    | Der Alte Winzerkeller liegt vor dem Marktplatz von Kirchberg. Das über der Eingangstür mit 18 IB 24 bezeichnete Gebäude war ursprünglich ein Schüttkasten und wurde von dem Eisenwarenhändler Ignaz Berger 1824 in seine heutige Form gebracht. Nach mehrfachen Besitzerwechseln wurde das Gebäude gegen Ende des 20. Jahrhunderts zusehends baufällig. 1995 wurde es von einem privaten Investor aufgekauft und renoviert. Seit 1998 beherbergt es einen Hotelbetrieb. Der alte Weinkeller wird als Vinothek genutzt. | BDA-Hist.: Q37919569 Status: Bescheid Stand der BDA-Liste: 2025-06-30 Name: Presshaus und Winzerkeller GstNr.: 148/19 Press house Roßplatz 1, Kirchberg am Wagram            |
| ja   | Datei hochladen | Ortskapelle hl. Sebastian HERIS-ID: 27031 Objekt-ID: 23543                                       | gegenüber Kollersdorf 33 Standort KG: Kollersdorf              | Die Sebastianskapelle von Kollersdorf ist ein schlichter, südlich orientierter Apsisbau aus der Mitte des 19. Jahrhunderts mit Lunettenfenstern. Sie hat einen Turm mit Rundbogenfenstern und einer Biedermeierhaube. Im flach gedeckten Innenraum befindet sich ein Altarbild des Heiligen Sebastian aus der zweiten Hälfte des 19. Jahrhunderts sowie Figuren des Heiligen Sebastian und zweier männlicher Heiliger vom Ende des 19. Jahrhunderts. | BDA-Hist.: Q37906973 Status: § 2a Stand der BDA-Liste: 2025-06-30 Name: Ortskapelle hl. Sebastian GstNr.: 160                                                                |
| ja   | Datei hochladen | Erbhof HERIS-ID: 27032 Objekt-ID: 23544                                                          | Kollersdorf 40 Standort KG: Kollersdorf                        | Das Haus Kollersdorf 40 ist ein klassizistischer Bau, der 1797 erstmals urkundlich erwähnt wurde. Der ehemalige Freihof ist sechsachsig und hat über der Einfahrt ein zweiachsiges Giebelgeschoß mit Dreiecksgiebel. Die reiche Fassadengliederung zeichnet sich durch Gesimse und Putzgliederung sowie durch stuckierte Fruchtgehänge über den Portalen und Fenstern aus. Die Flankenbauten an beiden Seiten stammen aus dem 19. Jahrhundert. | BDA-Hist.: Q37906991 Status: Bescheid Stand der BDA-Liste: 2025-06-30 Name: Erbhof GstNr.: 259 Erbhof, Kollersdorf                                                           |
| ja   | Datei hochladen | Kapelle hl. Josef HERIS-ID: 27361 Objekt-ID: 23879                                               | bei Sachsendorf 11 Standort KG: Kollersdorf                    | Die dem Heiligen Josef geweihte Ortskapelle von Sachsendorf ist ein schlichter, mit 1844 bezeichneter Apsisbau. Der Dachreiter hat Rundbogenfenster und wird von einer Biedermeierhaube bekrönt. Im flach gedeckten Innenraum befindet sich ein Kruzifix mit seitlichen Figuren der Heiligen Johannes Nepomuk und Antonius aus der Mitte des 19. Jahrhunderts, ein kleiner barocker Gnadenstuhl aus dem 18. Jahrhundert, ein mit Riedler 1843 bezeichnetes Ölbild des Heiligen Josef, Kreuzwegbilder und ein kolorierter Kupferstich aus der Mitte des 19. Jahrhunderts. | BDA-Hist.: Q37910578 Status: § 2a Stand der BDA-Liste: 2025-06-30 Name: Kapelle hl. Josef GstNr.: 69                                                                         |
| ja   | Datei hochladen | Ortskapelle HERIS-ID: 27020 Objekt-ID: 23532                                                     | neben Mallon 30 Standort KG: Mallon                            | Die Dorfkapelle am nördlichen Ortsrand von Mallon ist ein schlichter Bau, laut Gedenkinschrift von 1805, mit eingezogener Rundapsis und Flachbogenfenstern. Der kleine, vorgezogene Turm mit genutetem Sockel und hohem Spitzhelm von 1856. | BDA-Hist.: Q37906872 Status: § 2a Stand der BDA-Liste: 2025-06-30 Name: Ortskapelle GstNr.: .36                                                                              |
| ja   | Datei hochladen | Bildstock HERIS-ID: 27021 Objekt-ID: 23533                                                       | Standort KG: Mallon                                            | Der im 17. Jahrhundert errichtete Pfeilerbildstock am südlichen Ortsausgang verfügt über ein Tonfigürchen des heiligen Sebastian aus dem 18. Jahrhundert. | BDA-Hist.: Q37906888 Status: § 2a Stand der BDA-Liste: 2025-06-30 Name: Bildstock GstNr.: 420/1                                                                              |
| ja   | Datei hochladen | Gnadenstuhl HERIS-ID: 26933 Objekt-ID: 23440                                                     | Standort KG: Mitterstockstall                                  | Der im späten 17. oder im frühen 18. Jahrhundert errichtete Bildstock zeigt die Himmlische Dreifaltigkeit, auf einer Säule auf quadratischem Sockel. | BDA-Hist.: Q37905992 Status: § 2a Stand der BDA-Liste: 2025-06-30 Name: Gnadenstuhl GstNr.: 1182/3                                                                           |
| ja   | Datei hochladen | Hügelgrab im Teufelsgrund HERIS-ID: 28370 Objekt-ID: 24938                                       | Teufelsgrund Standort KG: Neustift im Felde                    | Im Teufelsgrund, etwa 220 Meter östlich des Ortes Neustift, befindet sich ein künstlicher Hügel – möglicherweise ein Hügelgrab – der 1399 erstmals urkundlich erwähnt wurde. | BDA-Hist.: Q37919583 Status: Bescheid Stand der BDA-Liste: 2025-06-30 Name: Hügelgrab im Teufelsgrund GstNr.: 932                                                            |
| ja   | Datei hochladen | Kath. Filialkirche hl. Sebastian HERIS-ID: 26995 Objekt-ID: 23503                                | gegenüber Neustift im Felde 49 Standort KG: Neustift im Felde  | Die Ortskapelle hl. Sebastian am Anger von Neustift im Felde ist ein barockklassizistischer Bau von 1776 mit vorgezogenem Fassadenturm und niedriger Rundapsis. | BDA-Hist.: Q2032166 Status: § 2a Stand der BDA-Liste: 2025-06-30 Name: Kath. Filialkirche hl. Sebastian GstNr.: 1                                                            |
| ja   | Datei hochladen | Schloss Oberstockstall und Kapelle HERIS-ID: 26957 Objekt-ID: 23464                              | Ringstraße 1 Standort KG: Oberstockstall                       | Das Schloss Oberstockstall – eine unregelmäßige, zwei- bis dreigeschoßige Anlage mit Wohn- und Wirtschaftsgebäuden um einen rechteckigen Hof – ist ein Renaissanceschloss im Südwesten von Oberstockstall. Die Schlosskapelle an der Südseite geht auf das Jahr 1320 zurück. | BDA-Hist.: Q1437807 Status: Bescheid Stand der BDA-Liste: 2025-06-30 Name: Schloss Oberstockstall und Kapelle GstNr.: .61/1, .61/2 Schloss Oberstockstall                    |
| ja   | Datei hochladen | Jüdischer Friedhof HERIS-ID: 26949 Objekt-ID: 23456                                              | Standort KG: Oberstockstall                                    | Der jüdische Friedhof Oberstockstall besteht seit 1887 und wurde 1943 arisiert. Nach Aufhebung der NS-Beschlüsse wurde er im Jahr 1952 wieder an die Israelitische Kultusgemeinde überstellt. Die 43 Gräber werden heute von der Kultusgemeinde und der Gemeinde Kirchberg gepflegt. | BDA-Hist.: Q37906139 Status: § 2a Stand der BDA-Liste: 2025-06-30 Name: Jüdischer Friedhof GstNr.: 1077 Jüdischer Friedhof Oberstockstall                                    |
| ja   | Datei hochladen | Bildstock HERIS-ID: 26951 Objekt-ID: 23458                                                       | Standort KG: Oberstockstall                                    | Im Norden von Oberstockstall steht ein Pfeilerbildstock, der inschriftlich mit 1680 bezeichnet ist. An dem von einem Pyramidendach bekrönten Quaderaufsatz befinden sich die Reliefs Kreuzigung, Heilige Dreifaltigkeit, Heiliger Rochus und Heiliger Sebastian. | BDA-Hist.: Q37906159 Status: § 2a Stand der BDA-Liste: 2025-06-30 Name: Bildstock GstNr.: 1152                                                                               |
| ja   | Datei hochladen | Johannes-Nepomuk-Figur HERIS-ID: 26952 Objekt-ID: 23459                                          | vor Ringstraße 1 Standort KG: Oberstockstall                   | Beim Schloss Oberstockstall steht eine Sandsteinfigur des Heiligen Johannes Nepomuk, die im zweiten Viertel des 18. Jahrhunderts zu einer Kriegergedenkstätte erweitert wurde. Bei der Restaurierung 2016 wurde sie um einige Meter (Richtung Schloss Oberstockstall) versetzt und um 180 Grad gedreht; somit vom Kriegerdenkmal etwas getrennt. | BDA-Hist.: Q37906177 Status: § 2a Stand der BDA-Liste: 2025-06-30 Name: Figur hl. Johannes Nepomuk GstNr.: 899/7 Bildstock Nepomuk Oberstockstall                            |
| ja   | Datei hochladen | Bildstock HERIS-ID: 26956 Objekt-ID: 23463                                                       | Standort KG: Oberstockstall                                    | Der Pfeilerbildstock Wirtskreuz südwestlich des Schlosses wurde im 16./17. Jahrhundert errichtet. Der abgefaste Pfeiler trägt einen Quaderaufsatz mit einer Pietà und einem Pyramidendach. | BDA-Hist.: Q37906209 Status: § 2a Stand der BDA-Liste: 2025-06-30 Name: Bildstock GstNr.: 899/10 Wirtskreuz Oberstockstall                                                   |
| ja   | Datei hochladen | Wohnhaus HERIS-ID: 26946 Objekt-ID: 23453                                                        | Alte Weinstraße 1 Standort KG: Unterstockstall                 | | BDA-Hist.: Q37906121 Status: Bescheid Stand der BDA-Liste: 2025-06-30 Name: Wohnhaus GstNr.: 39                                                                              |
| ja   | Datei hochladen | Unbef. Siedlung der Ur- und Frühgeschichte, Fundzone Bodenäcker HERIS-ID: 28373 Objekt-ID: 24941 | nordöstlich Ringgasse 19 Standort KG: Unterstockstall          | Im Bereich der Bodenäcker wurden Funde aus der Bronzezeit, der Urnenfeldzeit und aus der Zeit der Slaven des 9. Jahrhunderts nach Christus gemacht. | BDA-Hist.: Q37919606 Status: Bescheid Stand der BDA-Liste: 2025-06-30 Name: Unbef. Siedlung der Ur- und Frühgeschichte, Fundzone Bodenäcker GstNr.: 375                      |
| ja   | Datei hochladen | Ortskapelle hl. Urban HERIS-ID: 26944 Objekt-ID: 23451                                           | neben Alte Weinstraße 4 Standort KG: Unterstockstall           | Die Ortskapelle hl. Urban ist ein schlichter Bau mit eingezogenem Dreiseitschluss, seitlichen Flachbogenfenstern und vorgezogenem Westturm mit Pyramidenhelm. Über dem Portal ist sie mit 1880 bezeichnet. Der flach gedeckte Innenraum verfügt über ein Altarblatt Heilige Dreifaltigkeit vom Ende des 19. Jahrhunderts. | BDA-Hist.: Q37906103 Status: § 2a Stand der BDA-Liste: 2025-06-30 Name: Ortskapelle hl. Urban GstNr.: 46 Ortskapelle hl. Urban, Unterstockstall                              |
| ja   | Datei hochladen | Gräberfeld Donaufeld HERIS-ID: 112252 Objekt-ID: 130326                                          | Donaufeld Standort KG: Winkl                                   | Am Gräberfeld Donaufeld wurden Funde aus der Urnenfeldzeit und aus der Hallstattzeit gemacht. | BDA-Hist.: Q37830031 Status: Bescheid Stand der BDA-Liste: 2025-06-30 Name: Gräberfeld Donaufeld GstNr.: 196, 197, 198, 204, 205, 206, 208, 209, 210/1, 210/2, 211           |
| ja   | Datei hochladen | Kath. Filialkirche hl. Nikolaus HERIS-ID: 26992 Objekt-ID: 23500                                 | südlich Winkl 1 Standort KG: Winkl                             | Die Filialkirche hl. Nikolaus in Winkl ist eine römisch-katholische Kirche, die auf die erste Hälfte des 14. Jahrhunderts datiert wird. Der frühgotische Bau ist von einem Friedhof umgeben und wurde in der zweiten Hälfte des 19. Jahrhunderts um einen vorgestellten Westturm erweitert. | BDA-Hist.: Q1413351 Status: § 2a Stand der BDA-Liste: 2025-06-30 Name: Kath. Filialkirche hl. Nikolaus GstNr.: 1 Saint Nicholas Church (Winkl, Gemeinde Kirchberg am Wagram) |